# Sauerlach
Sauerlach település Németországban, azon belül Bajorországban. Lakosainak száma 8210 fő (2023. december 31.). Sauerlach Brunnthal, Oberhaching, Egling, Otterfing, Dietramszell és Straßlach-Dingharting községekkel határos.

## Népesség
A település népessége az elmúlt években az alábbi módon változott:
| Lakosok száma | 493  | 1520 | 2823 | 5094 | 7314 | 7511 | 7788 | 8111 | 8169 | 8210 |
|               | 1875 | 1950 | 1975 | 1987 | 2012 | 2014 | 2016 | 2017 | 2021 | 2023 |